# Ruta de la Amistad
La Ruta de la Amistad fue uno de los más destacados proyectos generados a raíz de las Olimpiadas Culturales de los Juegos Olímpicos de México 1968. Es el corredor escultórico más grande del mundo con 17 km de longitud. En él se encuentran dispuestas 19 obras construidas en concreto, que fueron realizadas por artistas de los cinco continentes. Con alturas que van desde los 7 hasta los 22 m de altura, se hizo realidad el proyecto concebido por Mathias Goeritz, con el apoyo del arquitecto Pedro Ramírez Vázquez.

## Historia
En el año de 1968, México se presentó ante el mundo como anfitrión de los Juegos Olímpicos con un amplio sentido creativo. En México '68 se retomó la esencia griega de las olimpiadas y se propuso un año de Olimpiada Cultural además de las dos semanas de juegos atléticos. Así, por primera vez, el intelecto y la fuerza compartieron un mismo sentido. México logró aportar así los conceptos que rigen las justas olímpicas hasta nuestros días.
Para la Olimpiada Cultural, se propusieron 20 eventos en distintas disciplinas como: danza, música, poesía, escultura y pintura infantil, ciencia, entre otras más. Prácticamente todos los países del mundo aportaron lo mejor de sus culturas.
Uno de los más destacados proyectos generados a raíz de las Olimpiadas Culturales México '68, es el corredor escultórico más grande del mundo con 17 km de longitud. En él se encuentran dispuestas 19 estaciones (esculturas) construidas en concreto, que fueron realizadas por artistas de los cinco continentes. Con alturas que van desde los siete hasta los 26 metros de altura, se hizo realidad el proyecto concebido por Mathias Goeritz, con el apoyo del arquitecto Pedro Ramírez Vázquez.
En el concepto original, las obras llenas de matices aparecían sembradas cada kilómetro y medio sobre dos distintos paisajes: el primero en un valle de piedra volcánica y resultado de la emanación del Xitle dos mil años atrás. El Segundo sobre campos rurales de siembra y pequeñas lagunas, características naturales de Xochimilco.
De esta manera, el arte moderno salió a las calles y los espectadores disfrutaron de este invaluable contexto artístico donde cada espectador interpreta su sentir. El recorrido se apreciaba como un camino de geometrías y colores que comunicaban los distintos escenarios olímpicos.
La Ruta de la Amistad quedó en total abandono durante 25 años en los que afrontó un sinnúmero de agresiones, incluyendo severas afectaciones por el rápido crecimiento urbano. 
Para salvar a la Ruta se decidió hacerlo obra por obra, teniendo como idea fundamental una restauración a fondo y sobre todo, asegurar la conservación a través de la autosuficiencia y participación de quienes cohabitan cerca de ellas, así como uso constante de las esculturas a través de diversos programas. A través del proyecto Adopte una Obra de Arte, se invita a instituciones privadas y públicas a participar donando los recursos para la restauración y conservación de las piezas en un fideicomiso creado ex profeso para este proyecto.

## Esculturas de la ruta
| Estación | Imagen | Título               | Autor                 | País           | Ubicación inicial                             | Ubicación actual                              |
| -------- | ------ | -------------------- | --------------------- | -------------- | --------------------------------------------- | --------------------------------------------- |
| 1        |        | Señales              | Ángela Gurría         | México         | Glorieta de San Jerónimo                      | Anillo Periférico y Avenida Insurgentes Sur   |
| 2        |        | El Ancla             | Willi Gutmann         | Suiza          | Anillo Periférico y Avenida Luis Cabrera      | Anillo Periférico y Avenida Insurgentes Sur   |
| 3        |        | Las Tres Gracias     | Miroslav Chlupac      | Checoslovaquia | Anillo Periférico y Pedregal                  | Anillo Periférico y Avenida Insurgentes Sur   |
| 4        |        | Sol                  | Kiyoshi Takahashi     | Japón          | Anillo Periférico y Santa Teresa              | Anillo Periférico y Avenida Insurgentes Sur   |
| 5        |        | El Sol Bípedo        | Pierre Szekely        | Hungría        | Anillo Periférico y Bulevar de la Paz         | Anillo Periférico y Bulevar de la Paz         |
| 6        |        | Torre de los Vientos | Gonzalo Fonseca       | Uruguay        | Centro Comercial Perisur                      | Centro Comercial Perisur                      |
| 7        |        | Hombre de Paz        | Constantino Nivola    | Italia         | Villa Olímpica                                | Anillo Periférico y Avenida Insurgentes Sur   |
| 8        |        | Disco Solar          | Jacques Moeschal      | Bélgica        | Zona arqueológica de Cuicuilco                | Zona arqueológica de Cuicuilco                |
| 9        |        | Rueda Mágica         | Todd Williams         | Estados Unidos | Villa Olímpica                                | Villa Olímpica                                |
| 10       |        | Reloj solar          | Grzegorz Kowalski     | Polonia        | Anillo Periférico y Avenida Insurgentes Sur   | Anillo Periférico y Avenida Insurgentes Sur   |
| 11       |        | México               | Josep Maria Subirachs | España         | Anillo Periférico y Avenida Insurgentes Sur   | Anillo Periférico y Avenida Insurgentes Sur   |
| 12       |        | Janus                | Clement Meadmore      | Australia      | Anillo Periférico y Avenida Panamericana      | Anillo Periférico y Avenida Insurgentes Sur   |
| 13       |        | Muro articulado      | Herbert Bayer         | Austria        | Zona arqueológica de Cuicuilco                | Zona arqueológica de Cuicuilco                |
| 14       |        | Tertulia de gigantes | Joop J. Beljon        | Países Bajos   | Anillo Periférico y Viaducto Tlalpan          | Anillo Periférico y Viaducto Tlalpan          |
| 15       |        | Puerta de paz        | Itzhak Danziger       | Israel         | Anillo Periférico y Avenida México-Xochimilco | Anillo Periférico y Avenida México-Xochimilco |
| 16       |        | Martine              | Olivier Seguin        | Francia        | Glorieta de Vaqueritos                        | Glorieta de Vaqueritos                        |
| 17       |        | Charamusca africana  | Moahamed Melehi       | Marruecos      | Anillo Periférico y Puente de Muyuguardas     | Anillo Periférico y Puente de Muyuguardas     |
| 18       |        | Puertas al viento    | Helen Escobedo        | México         | Cuemanco                                      | Cuemanco                                      |
| 19       |        | Sin título           | Jorge Dubon           | México         | Cuemanco                                      | Cuemanco                                      |

## Esculturas invitadas
| Estación | Imagen | Título           | Autor            | País           | Ubicación               |
| -------- | ------ | ---------------- | ---------------- | -------------- | ----------------------- |
| 1        |        | El Sol Rojo      | Alexander Calder | Estados Unidos | Estadio Azteca          |
| 2        |        | Hombre Corriendo | Germán Cueto     | México         | Ciudad Universitaria    |
| 3        |        | La Osa Mayor     | Mathias Goeritz  | México         | Palacio de los Deportes |